# Битва при Тапсі
Битва при Тапсі одна з вирішальних битв часів громадянської війни, події якої розгорнулися 6 квітня 46 року до н. е. поблизу міста Тапс (сучасний Туніс). В ході битви сили республіканців, які очолював Метелл Сципіон, зазнали поразки від легіонів Гая Юлія Цезаря.

## Передумови

### Африканська війна до битви при Тапсі
Найближчим ворогом Цезаря був Фарнак II, син Мітрідата VI Евпатора. Він виступив ще до Фарсала і захопив Сіноп, столицю колишнього Понтійського царства. Під час Олександрійської війни він заволодів західної Вірменією і напав на Каппадокію. Намісник Цезаря в Азії Гней Доміцій Кальвін був їм розбитий, після чого Фарнак II захопив Віфінію.
Цезар, виступивши з Єгипту і упорядкувавши сирійські справи, особисто вирушив проти Фарнака. 2 серпня 47 року до н. е. Фарнак був розбитий і втік з Понта. 

Гай Юлій Цезар не справив якихось принципових змін на Сході, залишивши, в загальному, то ж положення, що і при Помпеї.
Головні сили республіканців зосередилися в Африці, під захистом нумідійського царя Юби I. Туди після Фарсала бігли всі вожді помпейців. Там знаходилися: Квінт Цецилій Метелл, тесть Помпея; Петрей і Афраній, колишні легати Помпея в Іспанії; Тит Лабієн, який змінив Цезарю на початку громадянської війни; Гней і Секст, сини Помпея; Катон Молодший, головний ідеолог руху. 

До всього цього додався заколот легіонів, що стояли в Кампанії і приготованих до відправки в Африку. У більшості вони складалися зі старих солдатів Цезаря. Цезар довго був відсутній. Тому, коли солдати отримали наказ відплисти до Сицилії, серед них спалахнув заколот. Вони вбили деяких командирів, які намагалися їм перешкодити, і рушили на Рим. У цей момент серед них несподівано з'явився Гай Юлій Цезар. Він зміг заспокоїти солдатів і заколот припинився без застосування насильницьких заходів. Після приборкання східних провінцій і короткого візиту в Рим, Цезар пішов за своїми противниками в Африку і висадився в нинішній Сус,Туніс.

Гай Юлій Цезар використовував тактику Марія, поступове заняття міст, укріплених пунктів і видавлювання противника, який поєднується з політичними акціями. Втім, сторони спробували сили і в морській битві. Аттій Вар вивів ескадру з 55 кораблів з Утіки і відплив до Гадрумета.Помпейці атакували вантажні кораблі Цезаря в Лептісі й спалили ті, які стояли далеко від гавані. Гай Юлій Цезар поспішно попрямував до Лептіса і зібрав флот, атакувавши Вара, вирушив в Гадрумет. Кілька кораблів Вара були захоплені, після чого Цезар успішно атакував гавань Гадрумет, завдавши противнику значних втрат. 

Фуражири Цезаря успішно уникли засідки, влаштованої Лабієном, після чого диктатор дещо змінив план дій. Залишивши гарнізони в Лептіс, Руспіне і Ахулле, він направив дві ескадри, Л. Ціспія і Кв. Аквіли до Гадрумета і Тапса для початку їх облоги з моря. Потім він знищив свій табір і рушив до міст Аггар і Зета. Лабієн і Афраній знову атакували своєю кіннотою, під тиском якої Цезар відступив до табору. Біля Сарсури він знову піддався атаці Лабієна, але зумів взяти місто. Пізніше йому довелося відступити від Тіздри до Аггару, а потім Цезар захопив інше місто, Табен. В цей час до нього підійшов останнє підкріплення, 4000 легіонерів, які не зуміли переправитися зі своїми частинами, 400 вершників і 1000 пращників і стрільців.
Сципіон ухилявся від бою, а кавалерія Лабієна знову дала бій кінноті. 4 квітня 46 року Цезар рушив до Тапса, де стояв гарнізон П. Вергілія. Тепер місто було оточене з суші і з моря. Саме тут і настала розв'язка. Цезар послав частину флоту, щоб атакувати помпейців з тилу.

## Військові сили та стратегічні плани сторін

### Військо Цезаря

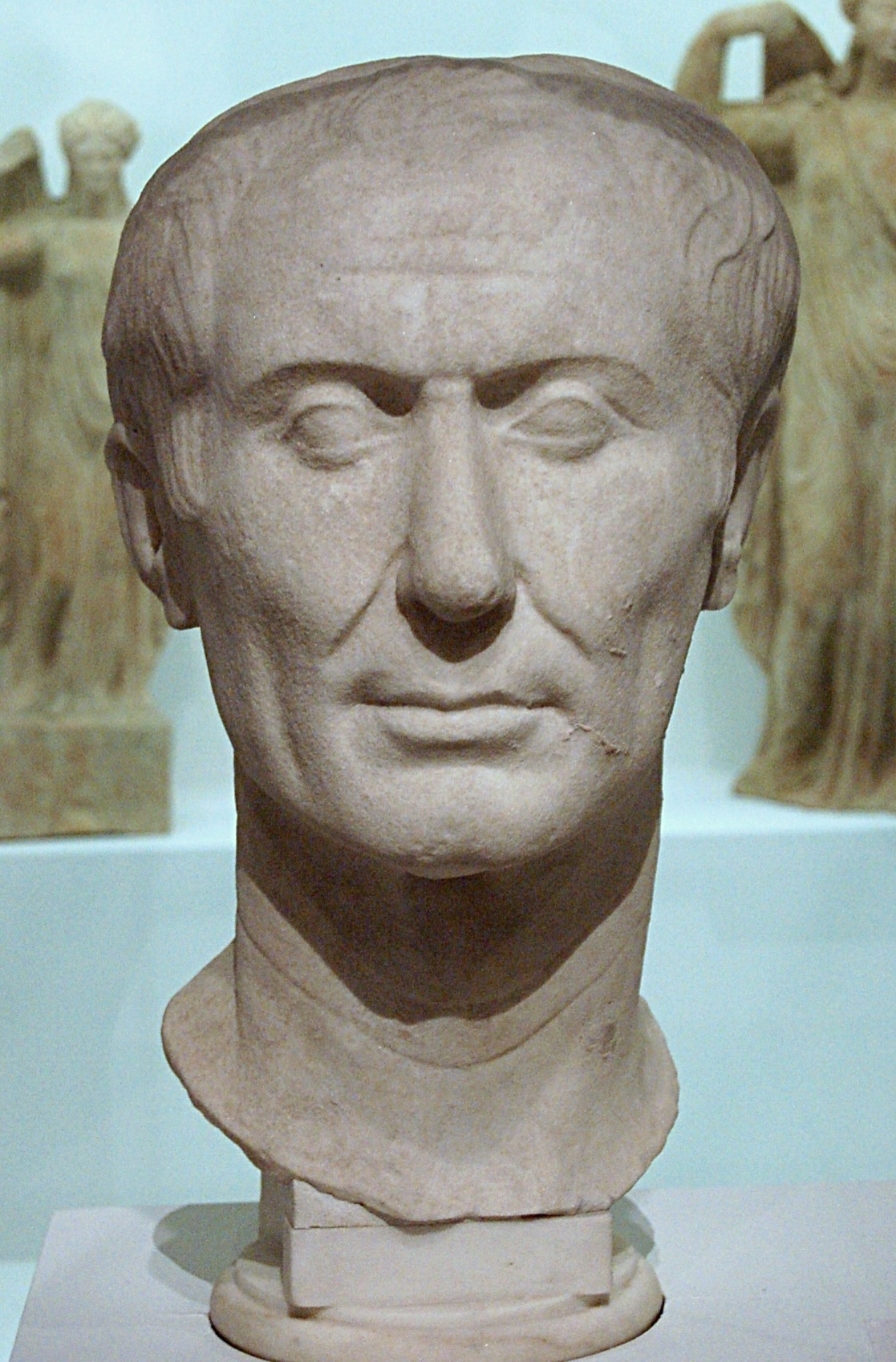
Гай Юлій Цезар

6 квітня Цезар поставив війська перед табором, устрій нагадував Фарсальскій бій. На правому фланзі стояли 9 і 10 легіони, на лівому — 13 і 14. На флангах знаходилася кіннота, легкоозброєні і по 5 когорт 5 легіону, спеціально навченого дій проти слонів. У центрі стояли легіони новобранців. Сам Гай Юлій Цезар пішки обходив ряди солдатів, нагадуючи ветеранам їх подвиги в колишніх боях, запалював їх дух. Новобранців, що не були жодного разу в бою, Цезар переконував: «В доблесті брати приклад з ветеранів і домагатися того, щоб при перемозі вони в усьому, і в славі і в честі, зрівнялися абсолютно з ними».
З метою заманювання нумідійської кінноти царя Юби I, прихильника Гнея Помпея, Цезар осадив Тапс, який був розташований на мисі, що сильно вдається в море і відокремленому від материка великим солоним озером. Цезар розраховував, що його противники прийдуть на спасіння міста і їм тоді доведеться вступити в бій на місцевості, вигідною для легіонів Цезаря.
У підсумку цей розрахунок виправдався: прихильники Помпея під начальством Метелла Сципіона, Юби, Петрея, Лабієна і інших підступили до табору Цезаря і почали будівництво трьох своїх таборів.

### Військо Метелла Сципіона

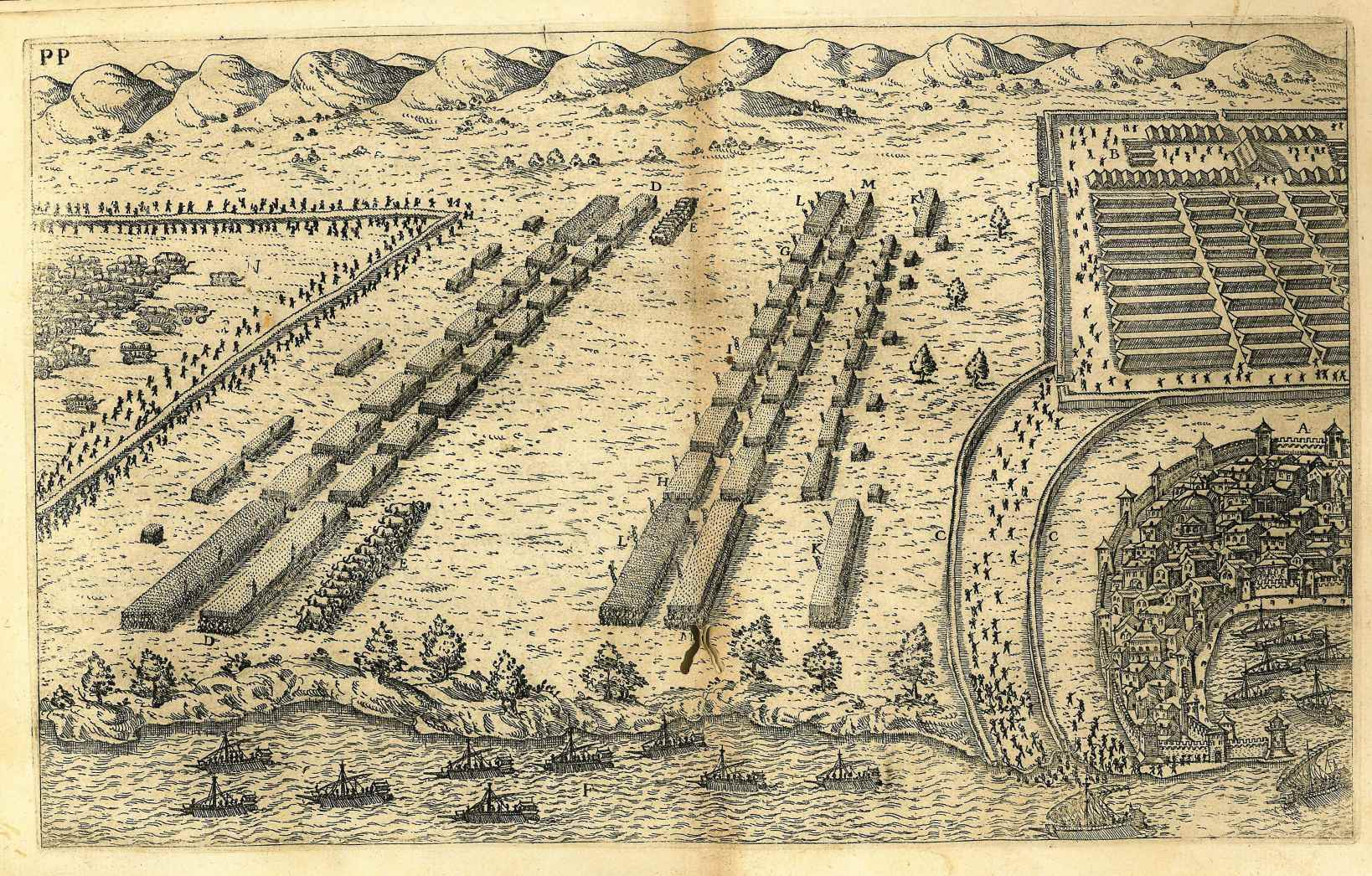
Битва при Тапсі: гравюра XVII століття в стилі Палладіо. Кожен слон промальований окремо

Під час підготовки до бою Сципіон попрямував до Юби І, тому Цезар приготувався до бою у табори Сципіона, вважаючи, що вигідно боротися з ворогом у відсутності його полководця. Йому протистояли Лабієн і Петрей, помічники Сципіона, вони здобули над Цезарем велику перемогу, примусивши втекти його військо. Петрей, вважав, що він зуміє здобути перемогу, коли захоче, не став продовжувати переслідування і сказав: «Не будемо віднімати перемогу у нашого полководця Сципіона». Тому стали чекати прибуття самого Сципіона з 8 легіонами піхоти, 20 000 кінноти, серед яких було більшість лівійців, з безліччю озброєних солдатів і до 30 слонів, а з Сціпіоном ще прибув Юба з іншими 30 000 піхотинців, 20 000 нумідійської кінноти, безліччю копійщиків і 60 слонами. Помпейці і нумідійці використовували ту ж тактику, яку раніше використовував Югурта: основний акцент робився на дії кінноти, на чолі якої стояли Лабієн, Петрей і Афраній.
 Сципіон, щоб подати допомогу місту, треба було йти через солоне озеро. Цезар це передбачав і влаштував в цьому місці укріплення, в якому залишив потрійний гарнізон, а сам з іншими військами розташувався близько Тапсу, укріплених у вигляді півкола. Тоді Сципіон, бачивши, що йому перерізана дорога, якою він припускав йти, став на світанку табором вище озера у морського берега. Гай Юлій Цезар, отримавши про це звістку, відкликав воїнів від робіт і, залишивши в таборі для захисту його проконсула Аспрената з двома легіонами, сам з іншими військами рушив до означеного місця. Флоту Цезар віддав наказ — частини його залишатися перед Тапсом, а іншим судам пристати до берега в тилу ворога, як можна в нього ближче і там чекати від нього сигналу, за цим же сигналом люди повинні були підняти гучні крики, щоб налякати ворога, тим самим розважити його увагу.

#### Бойові слони проти легіонів

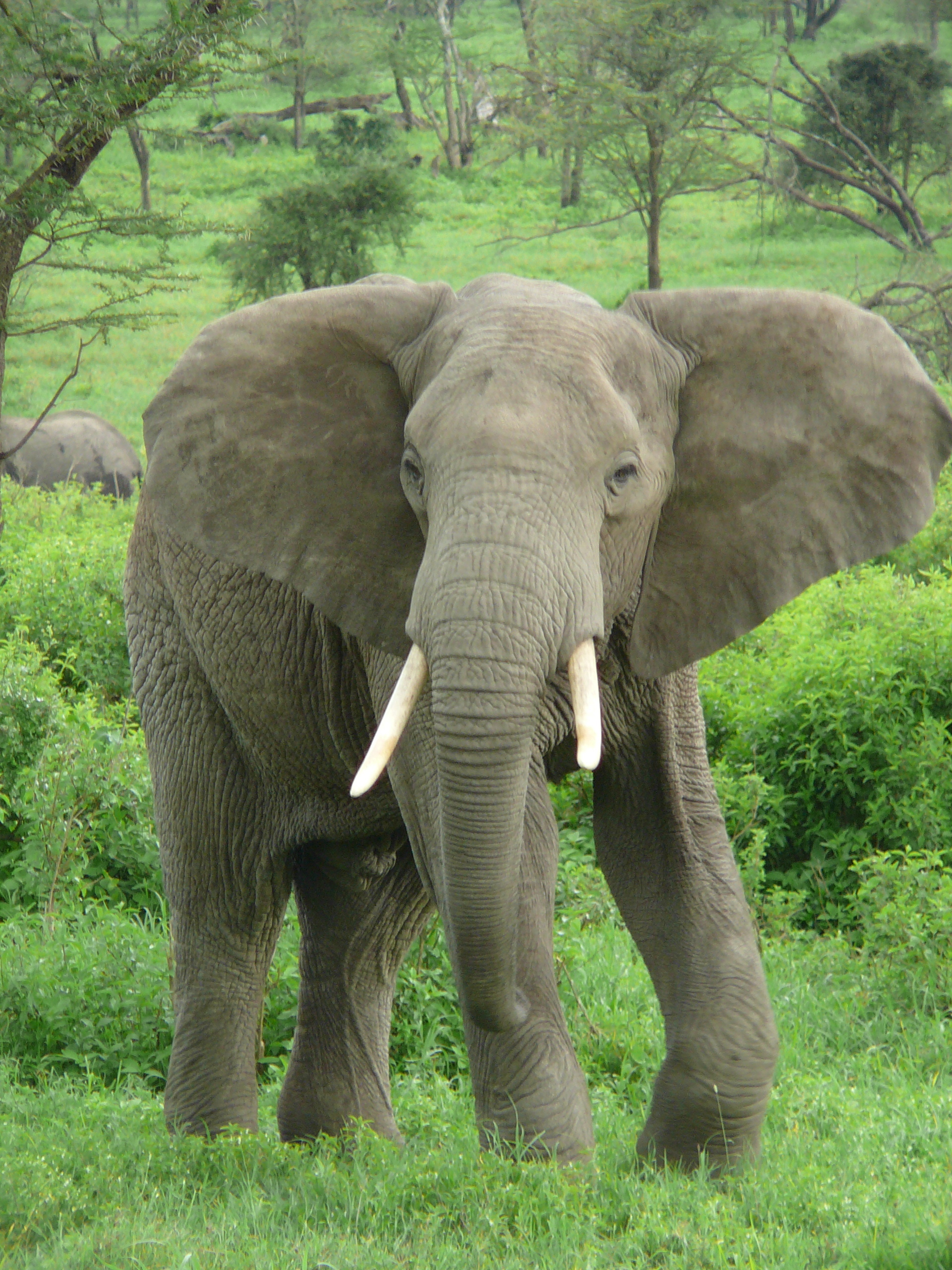
Африканський слон, найближчий родич вимерлого підвиду Loxodonta africana pharaohensis, що використовувався у військових цілях

Тим часом Сципіон почав готувати слонів до бою. Він побудував дві бойові лінії: одна, що складалася з пращників, повинна була являти собою противника і пускати слонам в лоб дренаж; проти неї стояли вишикувані в ряд слони; а за ними була власне бойова лінія, яка точно так же повинна була обстрілювати слонів камінням і гнати їх назад на ворога тоді, коли противник почне кидати в них каміння і вони від страху повернуть на своїх. Але це навчання йшло з великими труднощами і дуже повільно: слони важко піддаються навіть багаторічної школі. Сципіон з боязні втратити місто, який постачав його військом і ресурсами, вивів з табору всі свої сили, збудував їх в чотири лінії (причому першу лінію, за звичаєм, у нього утворила поставлена прямим фронтом кіннота по ескадрону, а в її проміжках — слони з вежами і озброєними людьми) і поспішив на допомогу до своїх. 
Втім, проти цього Цезар знайшов засіб порятунку — він наказав переправити з Італії слонів, щоб солдати познайомилися з зовнішнім виглядом і особливостями цієї тварини і знали, в яку частину його тіла можна легко потрапити списом і яка навіть тоді залишається неприкритою, коли слон споряджений і одягнений в броню, так щоб можна було направляти в неї списи.. Крім того, треба було привчити і коней до запаху, реву і зовнішнім виглядом цих звірів, так щоб вони перестали їх боятися. Цим він багато виграв: його солдати переконувалися в їх повільності, вершники пускали в них списи з притупленими кінцями, коні теж звикли до звірів завдяки їх терплячості.

## Хід битви при Тапсі

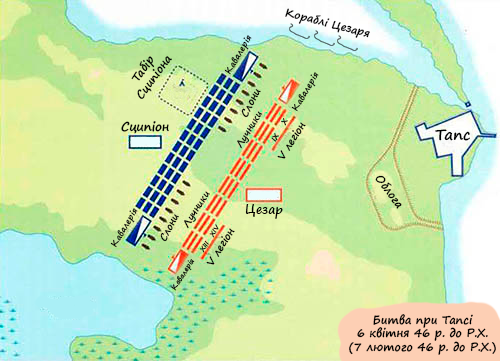
Битва при Тапсі. Схема бойових дій

Як повідомляє автор «Африканської війни», ініціатива атаки належала самим солдатам, які побачили безлад у ворожому таборі. Цезар коливався і противився їх бажанню, він кричав, що не бажає битви, і все більше і більше стримував свої бойові лінії, як раптом без усякого його наказу на правому крилі самі солдати змусили трубача дати сигнал. За цим сигналом всі когорти з прапорами понеслися на ворогів, хоча центуріони загороджували солдатам дорогу і силою утримували їх від самовільної атаки без наказав імператора. Але це було вже марно. Коли Цезар побачив, що зупинити порушення солдат жодним чином неможливо, він дав пароль «Щастя» і пішов на ворога.
За версією інших письменників, Цезарю довелося покинути поле бою через напад епілепсії, і він не брав участі в цій битві.

Тим часом з правого флангу пращники і стрілки обсипають снарядами і стрілами слонів. Тварини повернули, потоптали ззаду себе багато стовпів народу і бурхливо кинулися в ворота вала. Точно також і мавританські вершники, що стояли на тому ж фланзі для охорони слонів, тепер, коли залишилися одні, першими кинулися бігти. Таким чином, легіони, швидко оточили тварин, оволоділи ворожим валом і перебили тих небагатьох сміливців, які намагалися захищатися; інші поспішно врятувалися втечею в табір, з якого виступили напередодні.

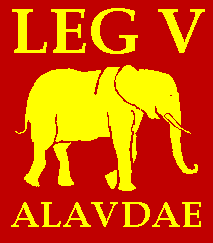
Емблема 5-го легіону Цезаря

Не можна обійти мовчанням хоробрість одного ветерана 5-го легіону. На лівому фланзі поранений слон від сильного болю кинувся на беззбройного служителя, підім'яв його під ноги, а потім, ставши на коліна, задавив його до смерті, причому підняв свій хобот і став з страшним ревом перевертати їм в різні боки. Солдат не стерпів і зі зброєю в руках кинувся на звіра. Коли слон зауважив, що на нього нападають зі зброєю, він кинув мертвого, обвив солдата хоботом і підняв догори. Озброєний солдат почав щосили рубати мечем по хоботу, в який був захоплений. Від болю слон нарешті скинув солдата, з страшним ревом повернув назад і бігом пустився до інших тварин. Мабуть, цей епізод запам'ятався всім, тому зображення легіонери вибрали емблемою своєї частини. Аппіан, правда, передає іншу версію: коли Сципіона покинув його союзник нумідійский цар Коба залишивши тільки 30 слонів військо Цезаря настільки підбадьорився, що п'ятий легіон навіть просив піти проти слонів і здобув перемогу, за що і отримав на прапор знак слона. Вилазка гарнізону Тапса була відбита. Атакуючі легіони Цезаря зайняли табір Сципіона і Юби, а потім взяли і третій табір супротивника. Згідно Флору і Плутарху, Цезар взагалі не міг керувати битвою через напад епілепсії. Тільки Аппіан дає дещо іншу картину бою. Він повідомляє, що незадовго до битви Юба, дізнавшись, що мавретанскі загони Бокха взяли Цірта, пішов до свого царства, залишивши Сципіону 30 слонів. Саме бій був важким, Цезар переміг тільки до вечора, а табір супротивника був узятий в нічному бою.

Автор «Африканської війни» пише про 10 000 загиблих помпейців, згідно з Плутархом, загинуло 50 000 противників. Аппіан повідомляє навіть про 80 000. Втрати Цезаря були невеликі, за даними «Африканської війни» близько 50 чоловік, інші свідчать приблизно 1000 чоловік. Так чи інакше, це був повний розгром. Армія Цезаря показала себе досконалим механізмом, вже здатним діяти самостійно.

## Підсумки

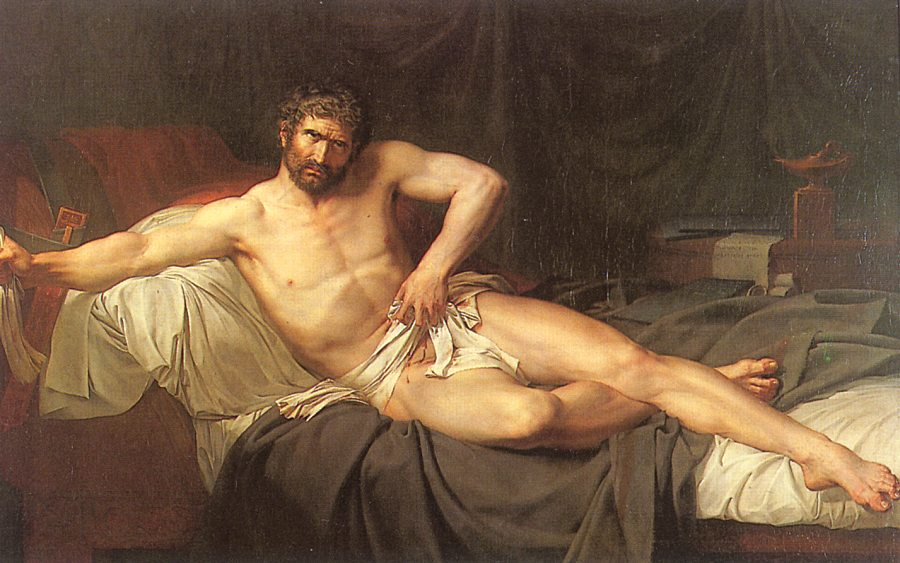
Гійом Гийон-Летьєрі. Смерть Катона Утіческого (1795)

Після битви Цезар відновив облогу Тапса, і місто було взято. Потім Цезар рушив до Утіки, гарнізон якої очолював Катон Молодший. Отримавши звістку про поразку своїх союзників, Катон наклав на себе руки. Цезар був засмучений цим, і, як повідомляє Плутарх, сказав: «Катон, мені ненависна твоя смерть, бо тобі було ненависно прийняти від мене порятунок».

Підсумком битви при Тапсі стало умиротворення провінції Африки — очистивши її від своїх ворогів — помпейців, Цезар повернувся в Рим 25 липня того ж року. Його противники, однак, не склали зброю: Тит Лабієн і сини Помпея бігли в Іспанію і там знову стали збирати сили. Громадянська війна тривала, і через рік пішла битва при Мунді (Іспанія). Битва при Тапсі зазвичай вважається останнім боєм на Заході, в якому широко використовувалися бойові слони.